# Walter Wendland
Walter Wendland (* 14. Oktober 1879 in Berlin; † 4. März 1952 in Berlin-Zehlendorf) war ein deutscher Kirchenhistoriker.

## Leben und Wirken
Nach seiner Reifeprüfung am Sophiengymnasium Berlin studierte Walter Wendland Evangelische Theologie an der Universität Halle und der Universität Berlin. Seine beiden theologischen Dienstprüfungen legte er 1902 und 1905 ab. Seither war er im kirchlichen Dienst als evangelischer Pfarrer tätig, die meiste Zeit an Gemeinden in Berlin. Während des Dritten Reiches hielt er sich zur Bekennenden Kirche und zum Pfarrernotbund. 1913 promovierte er an der Universität Gießen. Seit 1928 war Wendland als Lehrbeauftragter für brandenburgischer und preußische Kirchengeschichte an der Universität Berlin tätig. Er trat durch eine Reihe von kirchengeschichtlichen Veröffentlichungen hervor. Von 1923 bis 1941 war er Herausgeber des „Jahrbuchs für brandenburgische Kirchengeschichte“.
Im Jahre 1948 wurde ihm von der Universität Berlin die theologische Ehrendoktorwürde verliehen.
Walter Wendland war mit der Widerstandskämpferin Agnes Wendland verheiratet.

## Veröffentlichungen (Auswahl)
- Die Religiosität und die kirchenpolitischen Grundsätze Friedrich Wilhelms des Dritten in ihrer Bedeutung für die Geschichte der kirchlichen Restauration (= Studien zur Geschichte des neueren Protestantismus, Bd. 5). Töpelmann, Gießen 1909.
- Ludwig Ernst von Borowski, Erzbischof der evangelischen Kirche in Preussen. Ein Beitrag zur Geschichte der ostpreußischen Kirche im Zeitalter der Aufklärung (= Schriften der Synodalkommission für Ostpreussische Kirchengeschichte, Bd. 8). Kommissionsverlag Ferd. Beyers Buchhandlung (Thomas & Oppermann), Königsberg 1910.
- Die praktische Wirksamkeit Berliner Geistlicher im Zeitalter der Aufklärung. In: Jahrbuch für brandenburgische Kirchengeschichte, Bd. 11–12 (1914), S. 233–303.
- Gottfried August Ludwig Hanstein als patriotischer Prediger in Berlin. In: Jahrbuch für brandenburgische Kirchengeschichte, Bd. 13 (1915), S. 88–118.
- Die Hohenzollern und die evangelische Kirche. Hutten-Verlag, Berlin 1915.
- Die Reformationsjubelfeiern in Berlin und Brandenburg. In: Jahrbuch für brandenburgische Kirchengeschichte, Bd. 15 (1917), S. 66–109.
- Die pietistische Bekehrung. In: Zeitschrift für Kirchengeschichte, Bd. 38 (1920), S. 193–238.
- Studien zur Erweckungsbewegung in Berlin (1810–1830). In: Jahrbuch für brandenburgische Kirchengeschichte, Bd. 19 (1924), S. 5–77.
- Studien zum kirchlichen Leben in Berlin um 1700. In: Jahrbuch für brandenburgische Kirchengeschichte, Bd. 21 (1926), S. 129–197.
- Siebenhundert Jahre Kirchengeschichte Berlins (= Berlinische Forschungen, Bd. 3). de Gruyter, Berlin 1930.
- Die Entstehung des Evangelischen Ober-Kirchenrats. In: Jahrbuch für brandenburgische Kirchengeschichte, Bd. 28 (1933), S. 3–30.
- Der pietistische Landgeistliche in Brandenburg um 1700. In: Jahrbuch für brandenburgische Kirchengeschichte, Bd. 29 (1934), S. 76–102.
- Die Berufung Adolf von Harnacks nach Berlin im Jahre 1888. In: Jahrbuch für brandenburgische Kirchengeschichte, Bd. 29 (1934), S. 103–121.
- Die Entwicklung der katholischen Kirche in Groß-Berlin bis 1932. In: Jahrbuch für brandenburgische Kirchengeschichte, Bd. 30 (1935), S. 3–88.
- Beiträge zu den kirchenpolitischen Kämpfen um Adolf Stoecker. In: Jahrbuch für brandenburgische Kirchengeschichte, Bd. 31 (1936), S. 139–188.
- Die Berliner Kirche in der Zeit der werdenden Großstadt (= Berliner Kirchengeschichte, Bd. 3). Kranz-Verlag, Berlin 1937.
- Die Entwicklung der christlichen Liebestätigkeit in Groß-Berlin vom Mittelalter bis zur Gegenwart. Wichern, Berlin-Spandau 1939.
- Die märkische Reformation, ihre Eigenart und ihre Schranken. In: Jahrbuch für brandenburgische Kirchengeschichte, Bd. 34 (1939), S. 33–51.
- Einführung in die Quellen und Literatur zur märkischen Reformationsgeschichte. In: Jahrbuch für brandenburgische Kirchengeschichte, Bd. 34 (1939), S. 131–165 u. Bd. 35 (1940), S. 217–227.